# Thetford (Vermont)
Thetford es un pueblo ubicado en el condado de Orange en el estado estadounidense de Vermont. En el año 2010 tenía una población de 2.588 habitantes y una densidad poblacional de 22,62 personas por km².

## Demografía
Según la Oficina del Censo en 2000 los ingresos medios por hogar en la localidad eran de $48,333 y los ingresos medios por familia eran $55,323. Los hombres tenían unos ingresos medios de $35,121 frente a los $29,839 para las mujeres. La renta per cápita para la localidad era de $22,870. Alrededor del 5.7% de la población estaba por debajo del umbral de pobreza.